# Font d'en Casildo
La Font d'en Casildo és una font del municipi de Cervelló (Baix Llobregat) inclosa en l'Inventari del Patrimoni Arquitectònic de Catalunya.
És una font situada enmig d'una zona amb molta vegetació. Vorejant la riera de Rafamans, que parteix els termes de Cobera i Cervelló, trobem tot un seguit de fonts, als marges. Aquest exemple és excepcional, ja que compta amb un petit mur de majòlica on s'hi pot veure el nom, la font vella. Té un únic sortidor que brolla directament de la roca. A la zona superior hi ha una petita llosa acabada amb una coberta a dues aigües on hi trobem les rajoles que identifiquen la font.